# 白鳥の歌 (ジャニス・ジョプリンのアルバム)
| 専門評論家によるレビュー | 専門評論家によるレビュー |
| レビュー・スコア         | レビュー・スコア         |
| 出典                     | 評価                     |
| ------------------------ | ------------------------ |
| Rolling Stone            | [ 3 ]                    |

『白鳥の歌』（Farewell Song）は1982年に編纂されたジャニス・ジョプリンの未発表音源集。ビッグ・ブラザー・アンド・ザ・ホールディング・カンパニー在籍中の録音と、脱退後にコズミック・ブルース・バンド （Kozmic Blues Band）やフル・ティルト・ブギー・バンド（Full Tilt Boogie Band）を従えて行なったソロ活動の録音が収められている。

## 概要
ビッグ・ブラザー・アンド・ザ・ホールディング・カンパニーのアルバム『Cheap Thrills』（1968年）のアウトテイクやライブ音源である"Misery 'N", "Farewell Song" 、"Catch Me Daddy"などをふくむ。
レア音源が含まれていたのでジョプリンのファンは喜んだが、ビッグ・ブラザー・アンド・ザ・ホールディング・カンパニーのメンバーは、自分たちの演奏がスタジオ・ミュージシャンの演奏に入れ替えられていたことに強い不満を覚えた。1993年の編集盤『Janis』には元の演奏のものがすべて収録された。
「One Night Stand」はポール・バターフィールド・ブルース・バンドとの共演で、1982年に『ビルボード』のメインストリーム・ロック・チャートで35位に達した。
フル・ティルト・ブギー・バンドとの共演は「Tell Mama」のみ。

## 収録曲
1. テル・ママ - "Tell Mama" (Wilbur Terrell, Clarence Carter, Marcus Daniel) - 5:46
  - 録音：1970年6月28日、トロント[4]
2. マジック・オブ・ラヴ - "Magic of Love" (Mark Spoelstra) - 3:02
  - 録音：1968年3月1日、デトロイト、グランデ・ボールルーム[4]
3. ミズリー - "Misery 'N" (Peter Albin, James Gurley, Sam Andrew, David Getz, Janis Joplin) - 4:13
  - 録音：1968年4月1日、ニューヨーク、コロムビア・スタジオE[4]
4. ワン・ナイト・スタンド - "One Night Stand" (Steve Gordon, Barry Flast) - 3:07
  - 録音：1970年3月28日、ロサンゼルス、コロムビア・スタジオD[4]
5. ハリー - "Harry" (Peter Albin, James Gurley, Sam Andrew, David Getz, Janis Joplin) - 0:57
  - 録音：1968年6月、ニューヨーク、コロムビア・スタジオE[4]
6. レイズ・ユア・ハンド "Raise Your Hand" (Steve Cropper, Eddie Floyd, Alvertis Isbell) - 3:44
  - 録音：1969年4月12日、西ドイツ フランクフルト[4]
7. フェアウェル・ソング "Farewell Song" (Sam Andrew) - 4:36
  - 録音：1968年4月13日、サンフランシスコ、ウィンターランド[4]
8. メドレー:アメイジング・グレイス/ハイ・ヒール・スニーカーズ - "Medley: Amazing Grace/Hi-Heel Sneakers" - 2:35
  - 録音：1967年1月31日、サンフランシスコ、ザ・マトリックス[4]
9. キャッチ・ミー・ダディ - "Catch Me Daddy" (Peter Albin, James Gurley, Sam Andrew, David Getz, Janis Joplin) - 4:50
  - 録音：1968年4月1日、ニューヨーク、コロムビア・スタジオE[4]

## メンバー
- Janis Joplin - 歌
- Terry Clements - テナー・サックス
- Richard Kermode - オルガン
- Brad Campbell - ベース
- Clark Pierson - ドラムス
- Ken Pearson - オルガン
- Cornelius "Snookey" Flowers - バリトン・サックス
- Richard Bell  - ピアノ
- David Getz - ドラムス
- John Till - ギター
- Roy Markowitz - ドラムス
- Sam Andrew - ギター
- Luis Gasca - トランペット
- Peter Albin - ベース
- James Gurley - ギター

## 参照
1. ↑  norwegiancharts.com - Janis Joplin - Farewell Song
2. 1 2  Farewell Song - Janis Joplin | Awards | AllMusic
3. ↑  Rolling Stone review
4. 1 2 3 4 5 6 7 8 9  Janis Joplin - Farewell Song (Vinyl, CD, Album) at Discogs